# Frans Clement
Frans Clement (Eindhoven, 15 september 1941) is een Nederlands kunstschilder. Clement volgde zijn opleiding aan de Katholieke Leergangen in Tilburg en de Rijksacademie in Amsterdam van 1963 tot 1968. Clement kan worden gezien als een vertegenwoordiger van het fotorealisme binnen de schilder- en aquarelkunst.
Werk van Clement is opgenomen in de collectie van o.a. de Provincie Noord-Brabant, museum voor Schone Kunsten in Gent, het Van Abbemuseum en de ING Collectie.

## Exposities
- Solo-expositie in Museum Fodor (Amsterdam)
- Solo-expositie bij de Noord-Brabantse Kunst Stichting in 1986
- Solo-expositie Uitgelicht realiteit in Museum Kempenland (Eindhoven) in 1995
- Groeps-expositie Nederlandse realisten na 1950 in Kunsthal Rotterdam in 2001

## Prijzen
- Uriotprijs
- 3 maal de bronzen medaille bij de Europaprijs voor Schilderkunst van de Stad Oostende in 1973, 1976 en 1978